# Ficus wildemaniana
Ficus wildemaniana är en mullbärsväxtart som beskrevs av Otto Warburg, Wildem. och Th. Dur.. Ficus wildemaniana ingår i släktet fikonsläktet, och familjen mullbärsväxter. Inga underarter finns listade i Catalogue of Life.

## Bildgalleri

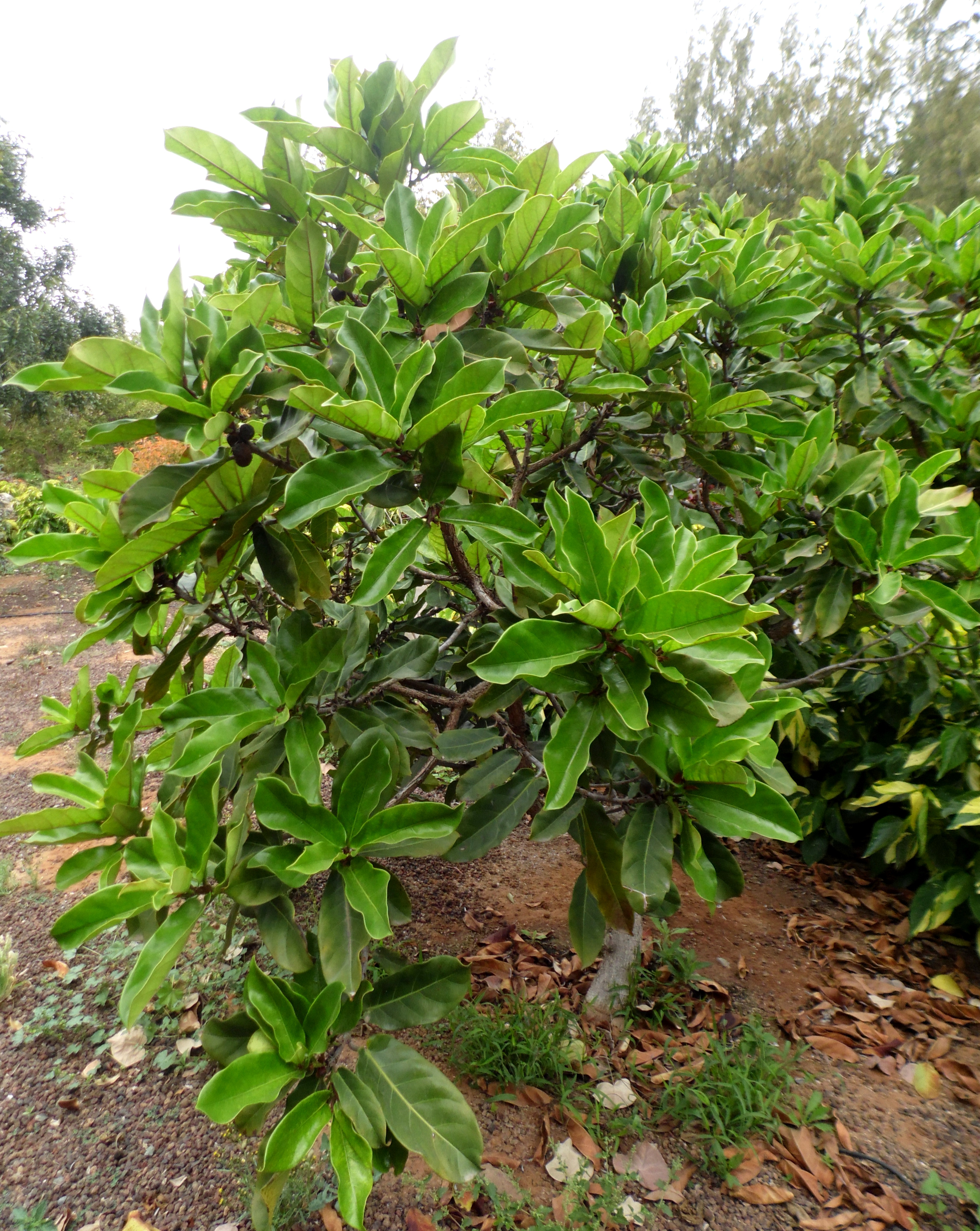
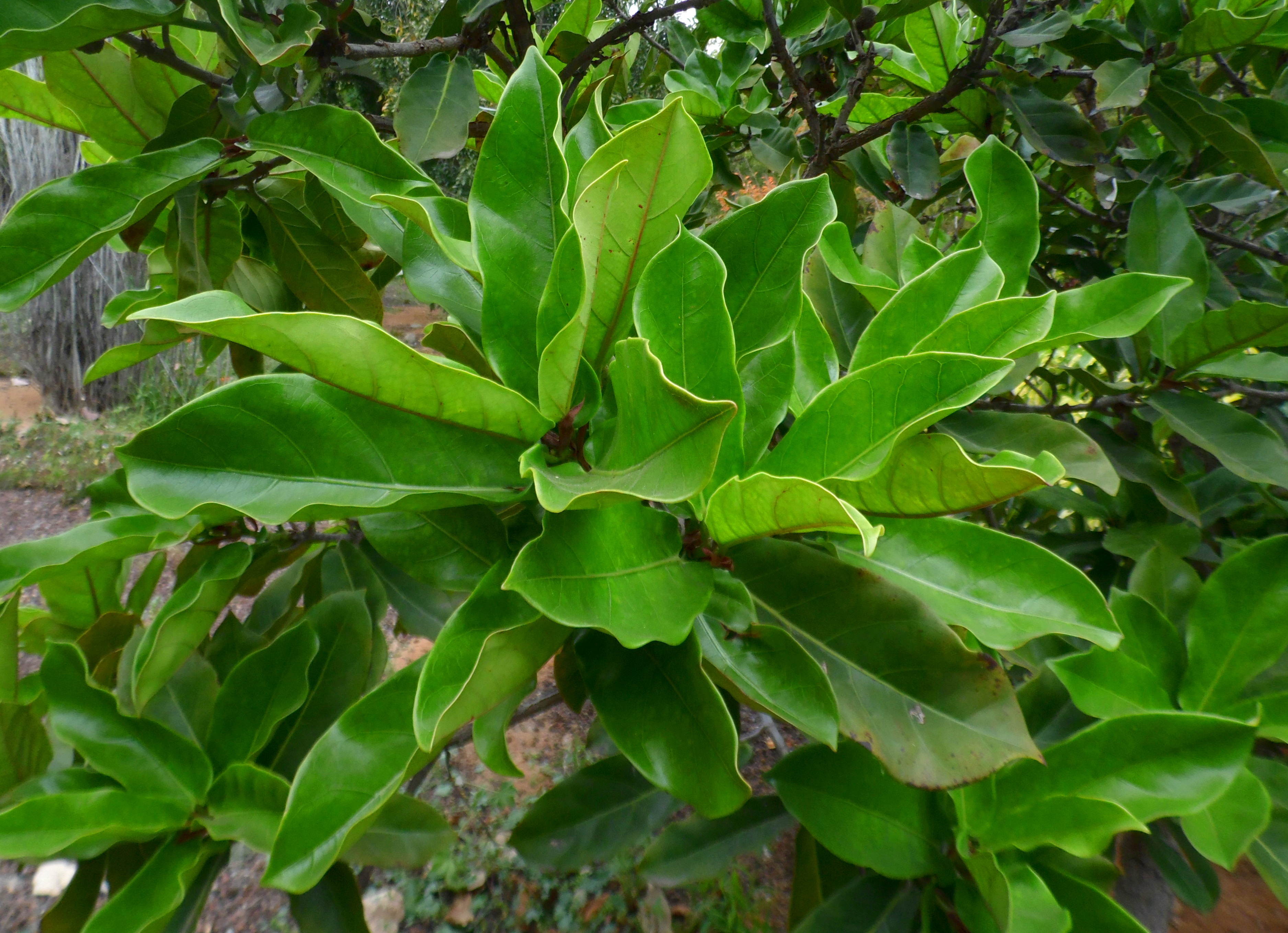
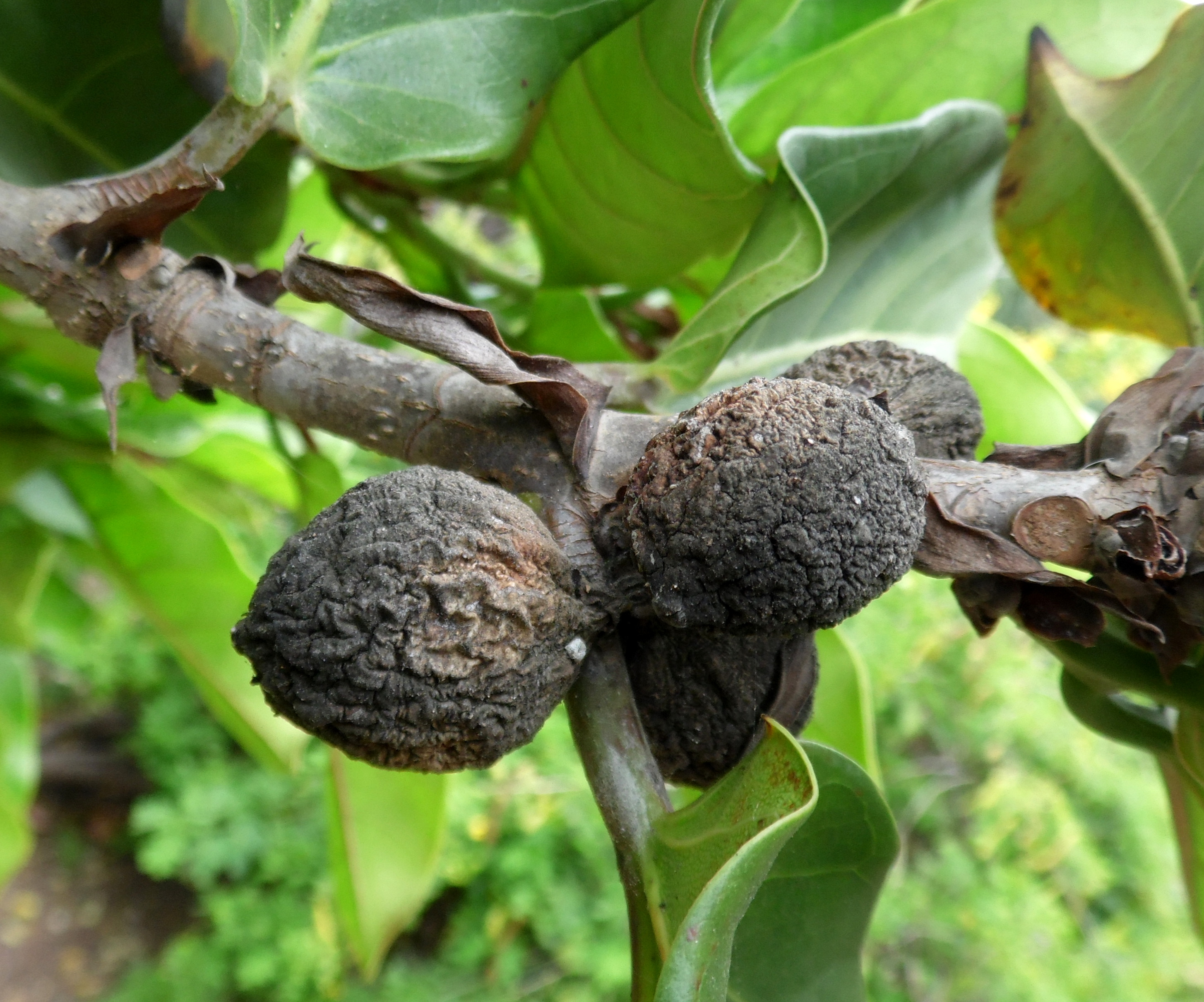